# Kotzerter Stöcken
Kotzerter Stöcken, bis 1935 nur Stöcken genannt, ist eine Ortslage in der bergischen Großstadt Solingen.

## Geographie
Kotzerter Stöcken liegt auf einer Anhöhe im Norden des Stadtteils Wald unmittelbar an der Stadtgrenze zu Haan. Der Ort befindet sich nördlich der Ortslage Kotzert und südlich der auf Haaner Stadtgebiet befindlichen Orte Schmachtenberg und Irdelen sowie dem Gewerbe- und Industriegebiet Haan-Ost. Südlich bzw. südwestlich liegen Igelsforst, Widerschein, Sonnenschein und Kneteisen. Im Osten befinden sich Holz, Knynsbusch, der Zieleskotten sowie die Bausmühle und Eschbach.

## Etymologie
Der Ortsname hat seit 1935 zwei Bestandteile, als man das Bestimmungswort Kotzert dem bisherigen Namen Stöcken hinzufügte, um eine bessere Unterscheidbarkeit von dem anderen Ortsteil Stöcken nördlich von Kohlfurth in Solingen-Mitte zu gewährleisten. Das Wort Kotzert ist der südlich gelegenen Ortslage entnommen. Stöcken bezeichnet die nach Rodung oder Fällung zurückbleibenden Baumstümpfe (vergleiche auch den Flurnamen Stübben).

## Geschichte
Stöcken entstand vermutlich in der ersten Hälfte des 19. Jahrhunderts. Sie ist erstmals in der Preußischen Uraufnahme von 1843 als Stöcken verzeichnet. In der Topographischen Karte des Regierungsbezirks Düsseldorf von 1871 ist der Ort ebenfalls als Stöcken verzeichnet, ebenso wie in den Messtischblättern der amtlichen topografischen Karte 1:25.000 von 1892/1894.
Nach Gründung der Mairien und späteren Bürgermeistereien Anfang des 19. Jahrhunderts gehörte Stöcken zur Bürgermeisterei Wald, dort lag er in der Flur II. (Holz). 1815/16 lebten neun, im Jahr 1830 zehn Menschen im als Weiler bezeichneten Stöcken. 1832 war der Ort Teil der Ersten Dorfhonschaft innerhalb der Bürgermeisterei Wald. Der nach der Statistik und Topographie des Regierungsbezirks Düsseldorf als Hofstadt kategorisierte Ort besaß zu dieser Zeit ein Wohnhaus und zwei landwirtschaftliche Gebäude. Zu dieser Zeit lebten acht Einwohner im Ort, davon einer katholischen und sieben evangelischen Bekenntnisses. Die Gemeinde- und Gutbezirksstatistik der Rheinprovinz führt den Ort 1871 mit einem Wohnhaus und zehn Einwohnern auf. Im Gemeindelexikon für die Provinz Rheinland von 1888 werden für Stöcken zwei Wohnhäuser mit sieben Einwohnern angegeben. 1895 besitzt der Ortsteil ein Wohnhaus mit fünf Einwohnern, 1905 werden ebenfalls ein Wohnhaus und fünf Einwohner angegeben.
Mit der Städtevereinigung zu Groß-Solingen im Jahre 1929 wurde Stöcken ein Ortsteil Solingens. Nach der Städtevereinigung gab es zwei Höfe namens Stöcken in Solingen, das Solinger Stöcken sowie das in Wald. Zur besseren Unterscheidbarkeit erhielt der Walder Ort am 26. April 1935 den Namenszusatz Kotzert.